# George Augustus Frederick Cochrane
Hon. George Augustus Frederick Cochrane, škotski častnik in politik, * 26. november 1762, † ?.
Rodil se je Thomasu Cochranu, osmemu Earlu of Dundonald in njegovi ženi Jane Stuart.
Bil je član parlamenta za Grampound.